# 普斯陶多博什
普斯陶多博什，是匈牙利索博尔奇-索特马尔-贝拉格州所辖的一个村。总面积16.69平方公里，总人口1330，人口密度79.7人/平方公里（2011年1月1日）。